# فرانکلین ویلیس جکسون
فرانکلین ویلیس جکسون (انگلیسی: Frank Jackson؛ زادهٔ ۴ مهٔ ۱۹۹۸) بازیکن بسکتبال اهل ایالات متحده آمریکا است.

## حرفه
از باشگاه‌هایی که در آن بازی کرده‌است می‌توان به بسکتبال مردان دوک بلو دولز اشاره کرد.